# Лорка Депортіва
«Лорка Депортіва» (ісп. Lorca Deportiva) — іспанський футбольний клуб, який базувався в місті Лорка, Іспанія. Клуб, заснований у 2002 році, грав у другому дивізіоні Іспанії протягом двох років і припинив виступи в 2010 році. Розформований у 2015 році. У сезоні 2016—2017 команда відновила своє існування.
У клубі розпочав свою тренерську кар'єру відомий іспанській фахівець Унаї Емері.